# 横田淳子
横田 淳子（よこた あつこ、1947年1月 - ）は、日本の教育学者。専門は、日本語教育学・教育工学。東京外国語大学名誉教授。

## 略歴
- 1969年3月　東京女子大学文理学部卒業
- 1983年3月　国際基督教大学大学院教育学研究科博士前期課程修了
- 1986年6月　国際基督教大学大学院教育学研究科博士後期課程中退
- 1986年10月 東京外国語大学外国語学部附属日本語学校講師
- 1987年7月　東京外国語大学留学生教材開発センター助教授
- 1991年4月　東京外国語大学外国語学部附属日本語学校教授
- 1992年4月　東京外国語大学留学生日本語教育センター教授（組織改変に伴う所属変更）
- 2010年3月　同 定年退職

## 著書
- 「わけだ」（共著）吉川武時編『形式名詞がこれでわかる』ひつじ書房，2003年8月，123-152頁

## 論文
- 「外国人児童の教科学習のための日本語指導文型」（共著）『東京外国語大学留学生日本語教育センター論集』31号，2005年3月，111-124頁
- 「小学校での教科学習のための日本語指導のあり方」『東京外国語大学留学生日本語教育センター論集』30号，2004年3月，73-86頁